# Relaciones exteriores de Ecuador durante la presidencia de Rafael Correa
Las Relaciones exteriores de Ecuador están bajo las funciones del jefe de Estado y presidente del Ecuador, quien delega funciones al ministro de Relaciones Exteriores de Ecuador. La política exterior de Rafael Correa es una de las iniciativas de la política ecuatoriana dirigida hacia otros estados por el presidente de Ecuador.
La política exterior de Correa es similar de otros líderes de la (ALBA) como Nicolás Maduro y Evo Morales. Esto trajo consigo una división entre las relaciones con otros estados de América (liderado por Estados Unidos) y el resto del mundo (como Irán).

## Viajes

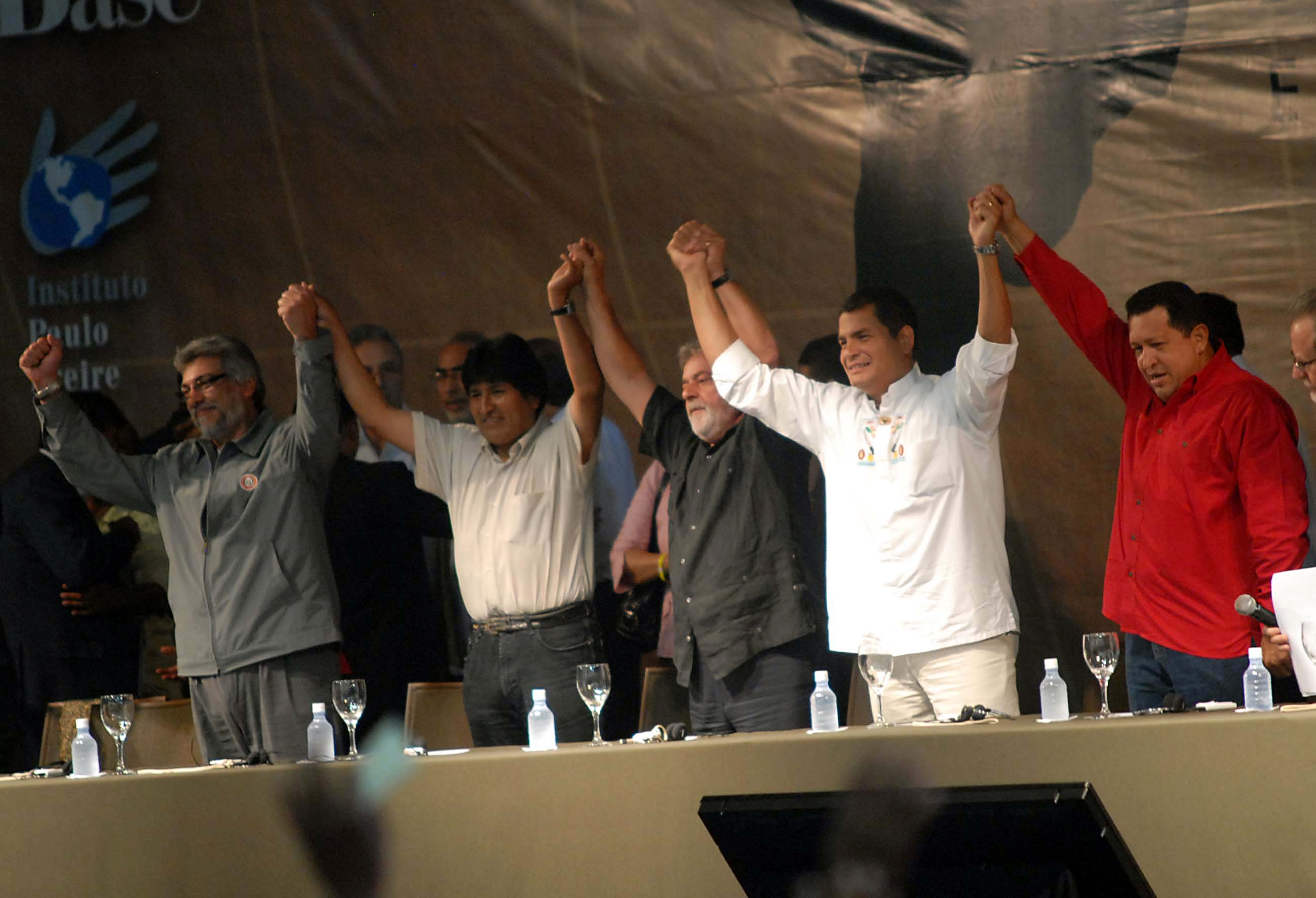
presidentes de Paraguay, Fernando Lugo, de Bolivia, Evo Morales, de Brasil, Luiz Inácio Lula da Silva, de Ecuador, Rafael Correa, y de Venezuela, Hugo Chávez, participan como integrantes del Foro Social Mundial para América Latina

Durante su primer año de gobierno el presidente Rafael Correa visitó 15 países entre giras oficiales, cumbres de mandatarios y firmas de convenios bilaterales, permaneciendo fuera del país durante 45 días en 2007.

## América
Desde el inicio de su primer mandato mantuvo cercanas relaciones con los gobiernos de izquierda de América Latina, particularmente con los de Argentina, Cuba, Venezuela, Bolivia, Brasil, Chile y Uruguay; aunque también tiene relaciones fluidas con el resto de los países de la región, de manera particular con Perú. 

### Colombia
En política extranjera, Correa enfatizó el interés de Ecuador de quedarse al margen en el conflicto interior en Colombia. En octubre de 2006, Correa agregó que él seguiría y capturaría" a los miembros de FARC si ellos entran en el país. Él también declaró que condena sus secuestros, las violaciones de derechos humanos y bombardeos. No obstante, algunos opinan que recibió ayuda de este grupo de narcotraficantes para su campaña Después, durante su presidencia la Policía Nacional de Colombia acusa a Correa de tener los lazos al FARC. Correa negó las imputaciones. La crisis diplomática de Colombia con Ecuador y Venezuela de 2008 (también referida como Crisis Andina) se desarrolló luego de que fuerzas militares y policiales de la República de Colombia ejecutaran la Operación Fénix, una incursión en territorio ecuatoriano en una misión contra la guerrilla, realizando un bombardeo donde murieron Raúl Reyes, otros 17 guerrilleros miembros de las Fuerzas Armadas Revolucionarias de Colombia (FARC), 4 estudiantes mexicanos y un ciudadano ecuatoriano, quienes se encontraban pernoctando en un campamento fronterizo dentro de este país en la madrugada del 1 de marzo de 2008 (hora local).
Los gobiernos ecuatoriano y venezolano reclamaron al gobierno colombiano por violar la soberanía del Ecuador al ejecutar allí una operación militar contra un grupo narco-terrorista sin autorización, y vulnerar la Convención de Viena de 1961; a su vez el gobierno colombiano dijo haber encontrado, en la incursión, computadores que pertenecían al fallecido Raúl Reyes y que comprometen a dichos gobiernos con el apoyo a las FARC. información que el mandatario Ecuatoriano pidió demostrar con evidencia el la cooperación a ese grupo armado lo que no ha podido hacer hasta el momento el gobierno colombiano. Los gobiernos de Ecuador y Venezuela explicaron que mantenían contactos con las FARC como parte de las negociaciones, junto con Francia, para liberar rehenes y avanzar hacia la paz en el conflicto armado colombiano. Para los gobiernos de ambas naciones, estas negociaciones habrían sido frustradas por la muerte de Reyes.
Tras la muerte de Reyes, el presidente ecuatoriano Rafael Correa declaró que había sido informado de la situación por parte del presidente colombiano, y dijo que enviaría las fuerzas militares de su país a investigar los hechos ocurridos en porción ecuatoriana de la zona fronteriza ecuatoriana. Posteriormente, Correa declaró que Colombia había incursionado de manera ilegal en territorio ecuatoriano con el objetivo de bombardear al campamento de Reyes, lo cual rechazó afirmando que "aquí nadie puede entrar a nuestro territorio y menos aún armado, por más que sean fuerzas irregulares o regulares".
De acuerdo con las investigaciones del Ecuador, los guerrilleros fueron bombardeados y "masacrados" utilizando "tecnología de punta" mientras pernoctaban en el campamento, lo que fue llevado a cabo, probablemente, con ayuda de alguna "potencia extranjera", una vez realizados los bombardeos, el ejército colombiano cruzó la frontera con el fin de extraer el cadáver de Reyes, abandonando los demás. Concluyó diciendo que:

El presidente Uribe estuvo mal informado o descaradamente le mintió al presidente de Ecuador, pero el gobierno ecuatoriano no va a permitir más ultrajes del gobierno colombiano y vamos a ir hasta la últimas consecuencias para que se aclare este escandaloso hecho de una agresión a nuestro territorio y a nuestra patria.
Rafael Correa

Además, el gobierno de Ecuador retiró a su embajador en Bogotá y envió una nota de protesta, en la cual se solicita a Colombia que explique el "indebido proceder de sus fuerzas militares", reiterando el que "ninguna fuerza militar regular o irregular puede actuar en el territorio de Ecuador que, con arreglo a su derecho a la legítima defensa y a la seguridad, repelerá, capturará y someterá a la justicia a quienes ingresen armados al territorio o se establezcan para desarrollar actividades al margen de la ley". Concluye que "el Estado ecuatoriano ha colaborado con autoridades colombianas en acciones apegadas a las leyes de los dos países y a los derechos humanos. Lamentablemente esta cooperación bilateral no se verificó en torno a los hechos descritos, que por tanto significan la vulneración de la integridad territorial y el ordenamiento legal de Ecuador".
En la noche del 2 de marzo de 2008, el presidente Correa anunció públicamente la expulsión del embajador colombiano en Quito y solicitó la inmediata convocatoria de los consejos permanentes de la OEA y la CAN, además de reiterar la movilización de tropas ecuatorianas a la frontera norte. Además, Correa exigió al gobierno colombiano "compromisos firmados de respeto a Ecuador" y no solamente disculpas formales, a las que calificó de "burla".
Desde el 2 de marzo, tanto Venezuela como Ecuador han realizado movilización de tropas hacia la frontera con Colombia. Al día siguiente, Colombia afirmó que no movilizaría tropas en respuesta.
El 3 de marzo de 2008 el gobierno ecuatoriano anunció que rompía sus relaciones con el gobierno de Colombia. El comunicado emitido afirma que Correa ordenó proteger a una patrulla militar colombiana en Ecuador, que argumentaba estar rodeada por 200 miembros de las FARC durante la verificación de los hechos, comprobando posteriormente que era falso y que dicha patrulla "estaba ganando tiempo para poder regresar a su país" después del ataque. El gobierno ecuatoriano menciona la interceptación de comunicaciones en ese sentido y afirma que los militares colombianos "claramente sabían que era en nuestro territorio" ya que desde hace días seguían a Reyes "por medio del teléfono satelital". El comunicado concluye que "hoy que se devela la mentira, nos tratan de involucrar con las FARC, supuestamente por documentos, sin firma, que encontraron en tres computadoras que supuestamente capturaron en el campamento y luego de las explosiones quedaron intactas".
En la noche del 5 de marzo, día que la OEA expuso su resolución sobre el caso, Rafael Correa, presidente de Ecuador, afirmó que era "Bienvenida la comisión de verificación (...) y luego irían a la citada Asamblea de cancilleres para que haya una condena contundente, porque si no recibe esas satisfacciones Ecuador, sabremos exigirlas por nuestros propios medios, y la OEA y la comunidad internacional por su silencio y omisiones habrán sido las culpables". Además complementó diciendo que "Colombia no ha movilizado tropas a la frontera porque no puede, no porque no quiere, porque esa zona la controla las FARC, Ecuador limita con las FARC".
A pesar de la advertencia, Juan Manuel Santos, ministro de Defensa de Colombia en ese entonces, ratificó la estrategia del gobierno colombiano de no enviar tropas a la zona limítrofe. "Nosotros no tenemos ninguna preocupación por ese movimiento de tropas ni vamos a mover nuestras tropas hacia la frontera. Queremos, simplemente, enviarle al pueblo de Venezuela y al pueblo de Ecuador nuestra admiración y nuestro parte de tranquilidad absoluta."

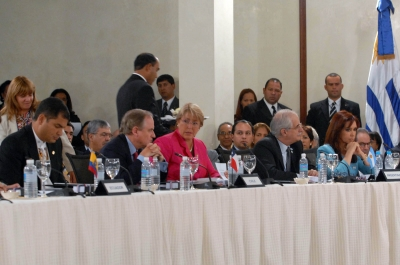
De izquierda a derecha: Rafael Correa, Michelle Bachelet y Cristina Fernández durante la cumbre.

Durante la cumbre del Grupo de Río en República Dominicana a donde asistieron los mandatarios de cada país el día 7 de marzo de 2008, se presentaron acusaciones de parte y parte. Uribe aceptó haber violado la soberanía de Ecuador y pidió disculpas. Al final del debate, el presidente anfitrión Leonel Fernández tomó el micrófono para solicitar que los presidentes de Colombia, Ecuador y Venezuela se dieran un apretón de manos para terminar con sus diferencias.
Por obvias razones, Rafael Correa advirtió que tomará tiempo restablecer las relaciones entre Colombia y Ecuador.
Las acusaciones colombianas hacia el gobierno ecuatoriano incluían vínculos de las FARC con el presidente Correa desde la campaña electoral, acusaciones que Colombia no ha podido comprobar ante la comunidad internacional. Las relaciones diplomáticas se interrumpieron durante 20 meses hasta el 24 de noviembre de 2009 cuando el gobierno ecuatoriano, mediante un comunicado, anunció el restablecimiento de ellas.

### Venezuela
En plena campaña electoral en el Ecuador, Hugo Chávez identificó al candidato contrario a Correa, el magnate bananero Álvaro Noboa, como "un explotador de niños" basándose en los informes de UNICEF sobre trabajo y explotación infantil que denuncian las irregularidades en las bananeras de Noboa.
En agosto del 2006, Correa dijo a la prensa ecuatoriana que él no es parte del movimiento Bolivariano de Venezuela, aunque considera a Hugo Chávez un amigo personal. No obstante, en junio de 2009, Ecuador se unió al (ALBA), junto con Cuba, Nicaragua, Bolivia y otros países. En la respuesta a la comparación de Chávez de George W. Bush con Satanás, Correa dijo que era injusto para el diablo.

### Estados Unidos
En la campaña electoral calificó al presidente estadounidense George W. Bush de 'tremendamente torpe que ha hecho mucho daño a su país y al mundo'.
En 2009, Correa no renovó el convenio suscrito entre el Ecuador y los Estados Unidos que le permite a dicho país mantener una base militar en el puerto ecuatoriano de Manta, por considerarlo un atentado a la soberanía del Ecuador. De acuerdo al Presidente de Ecuador, no habrá renovación de dicho convenio a menos que Ecuador pueda tener también una base militar en un puerto similar estadounidense, como Miami, por ejemplo, apelando a la lógica de la reciprocidad.

#### Declaración de persona no grata a la embajadora estadounidense
El 4 de abril de 2011, el gobierno de Correa declaró al embajador de Estados Unidos, Heather Hodges, persona no grata, y le pidió que dejara el país lo más pronto posible. La acción vino después de la filtración de un cable por Wikileaks de la Secretaría de Relaciones Exteriores, que implica que el presidente debe de haber sido consciente de la corrupción supuesta del General Jaime Hurtado cuando él nombró a Hurtado comandante General de la Policía Nacional (ENP). El cable declaró que, previo a la cita de Hurtado, la Embajada estadounidense tenía informes "múltiples que indican él usó sus posiciones para arrancar los sobornos, facilite el tráfico humano, malversación de los fondos públicos, obstrucción de las investigaciones y prosecuciones de colegas corruptos, y comprometido en otros actos corruptos para el enriquecimiento" personal. Continuó que las actividades corruptas de ese "Hurtado se conocieron así ampliamente dentro de las líneas superiores del ENP que algunos oficiales de la Embajada creen que Presidente Correa debe de haber sido consciente de ellos cuando él concertó la cita. Estos observadores creen que Correa puede haber querido tener un Jefe de ENP quien él podría manipular" fácilmente. CNN informó que el gobierno ecuatoriano había llamado la alegación que Correa promovió a un funcionario corrupto a sabiendas para encabezar a la policía "inaceptable, malévolo y temerario".

## Asia

### China
El presidente ecuatoriano, Rafael Correa, aseguró que las relaciones que se mantienen con China son extremadamente buenas y estratégicas para el país, recordó que una de las ventajas de los contratos con ese gigante país asiático está en que son de mediano plazo, y con ellos se recibe dinero de forma inmediata a cambio de petróleo. 
Señaló que esa nación da créditos a Ecuador al 7,0 por ciento, pero es para financiar proyectos con 23 o 25 por ciento de rentabilidad, lo cual es extremadamente buen negocio, al referirse a dos mil millones de dólares que serán destinados a iniciativas de inversión pública, sostuvo que es un “buen negocio” obtener créditos con intereses del 7 por ciento para financiar proyectos con una rentabilidad que va del 23 al 25 por ciento. Lamentó que este tipo de operaciones se satanicen y descartó que el Ecuador esté entregado a o haya hipotecado su petróleo a China.
Sobre este punto mencionó que en el 2006 el 75% del petróleo ecuatoriano iba a Estados Unidos, a cambio de nada. “Ahora tenemos el 50% del petróleo comprometido con China, a cambio de miles de millones de dólares para financiar el desarrollo de este país. Ahí sí (dicen) que estamos entregados a los chinos, que esto es cuento chino, que ya nos vamos a volver todos chinos…”, ironizó el mandatario.
El 3 de enero de 2010, Correa, y su homólogo chino, Hu Jintao, intercambiaron mensajes de felicitación para celebrar el trigésimo aniversario del establecimiento de relaciones diplomáticas entre ambos países.
Correa aseguró en su mensaje que su Gobierno espera promover la cooperación de ambas naciones en diversos sectores, así como la coordinación en asuntos internacionales y de sus respectivas regiones.
Por su parte, Jintao señaló que ambos países han expandido sus relaciones políticas, económicas y comerciales en las últimas tres décadas.

### India
El 16 de noviembre de 2008, la canciller María Isabel Salvador se reunió con su colega indio, Pranab Mukherjee.
En el sector de defensa, Ecuador se convirtió el primer país en firmar un contrato por compras de helicópteros Dhruv hechos en India de cuál será para el uso del gobierno de Correa. La embajada india fijó a un agregado militar en medio de la perspectiva más clara para la cooperación y defensa, cuando Ecuador ha estado de acuerdo en ser el centro de servicio en Suramérica para el equipo de defensa indio.

### Irán
Ecuador e Irán reasumieron las relaciones diplomáticas en el primer año de la presidencia de Correa. En diciembre de 2008, Correa visitó Teherán y firmó varios acuerdos. Respondiendo a la intrusión de fuerzas colombianas más temprano ese año, Correa mencionó haber discutido la posibilidad de estrechar lazos diplomáticos con Irán. Como un miembro de ALBA, Correa participó en una declaración colectiva de apoyo al gobierno de Ahmadinejad en junio del 2009.